# لی فانرانگ
لی فانرانگ (به انگلیسی: Li Fanrong) (زاده ۱۹۶۳) کارشناس نفتی، کارآفرین و مدیر ارشد اجرایی چینی است، که در حال حاضر به‌عنوان مدیر عامل اجرایی شرکت ملی نفت فلات قاره چین فعالیت می‌نماید. شرکت ملی نفت فلات قاره چین هم‌اکنون از اعضای فهرست فورچون جهانی ۵۰۰ به‌شمار می‌آید.